# Dunes
Dunes är en kommun i departementet Tarn-et-Garonne i regionen Occitanien i södra Frankrike. Kommunen ligger i kantonen Auvillar som tillhör arrondissementet Castelsarrasin. År 2022 hade Dunes 1 218 invånare.

## Befolkningsutveckling
Antalet invånare i kommunen Dunes
| Referens: INSEE |